# Edizioni del Super Bowl
Questa voce fornisce un elenco e un commento sintetico delle edizioni disputate del Super Bowl, una delle più importanti manifestazioni sportive degli Stati Uniti e quella più seguita in assoluto dal pubblico televisivo.

## Super Bowl AFL-NFL
Il Super Bowl venne disputato per le prime quattro edizioni tra i campioni delle due leghe che organizzavano i campionati di football americano, la American Football League e la National Football League, gli ultimi di questi nonostante esistesse già un accordo tra le due leghe per fondersi ed organizzare un campionato unico.

### Super Bowl I
Il Super Bowl I venne disputato il 15 gennaio 1967 al Memorial Coliseum di Los Angeles di fronte a 61.946 spettatori.
| Lega | Squadra            |    |
| ---- | ------------------ | -- |
| NFL  | Green Bay Packers  | 35 |
| AFL  | Kansas City Chiefs | 10 |

La partita si mantenne in sostanziale equilibrio per la prima metà: ad un touchdown di Max McGee per Green Bay nel primo quarto, rispose uno di Curtis McClinton per Kansas City nel secondo; nello stesso periodo un altro touchdown di Jim Taylor riportò in vantaggio Green Bay, mentre Kansas City riuscì soltanto a realizzare un field goal con Mike Mercer.

Dopo l'intervallo, la partita svoltò decisamente nelle mani di Green Bay, che realizzò altri tre touchdown, due nel terzo quarto con Elijah Pitts e Max McGee ed uno nell'ultimo quarto ancora con Pitts.
Super Bowl MVP venne nominato Bart Starr, quarterback di Green Bay, che concluse la partita con 16 passaggi riusciti su 23 tentati, 250 yards complessive lanciate, 2 touchdown e 1 intercetto.

### Super Bowl II
Il Super Bowl II venne disputato il 14 gennaio 1968 all'Orange Bowl di Miami di fronte a 75.546 spettatori.
| Lega | Squadra           |    |
| ---- | ----------------- | -- |
| NFL  | Green Bay Packers | 33 |
| AFL  | Oakland Raiders   | 14 |

La partita venne sostanzialmente dominata da Green Bay, passata in vantaggio con due field goal di Don Chandler, uno nel primo e uno nel secondo quarto, seguiti da un touchdown di Boyd Dowler; il secondo quarto si chiuse con un touchdown di Bill J. Miller che accorciò le distanze per Oakland ed un field goal ancora di Chandler che permise a Green Bay di allungare ancora.

Nella seconda metà la gara non ebbe più storia: Green Bay andò ancora a segno con un touchdown di Donny Anderson ed un field goal di Chandler nel terzo quarto ed ancora con un touchdown di Herb Adderley nel quarto. Soltanto nel finale Oakland riuscì a limitare lo svantaggio con un touchdown ancora di Miller.
Super Bowl MVP venne nominato Bart Starr, quarterback di Green Bay, che concluse la partita con 13 passaggi riusciti su 24 tentativi, 202 yards complessive lanciate e 1 touchdown.
La partita segnò l'ultima apparizione di Vince Lombardi come allenatore di Green Bay dopo 9 anni, nei quali aveva vinto 6 titoli della Western Conference, 5 titoli NFL e 2 Super Bowl.

### Super Bowl III
Il Super Bowl III venne disputato il 12 gennaio 1969 all'Orange Bowl di Miami alla presenza di 75.389 spettatori
| Lega | Squadra         |    |
| ---- | --------------- | -- |
| NFL  | Baltimore Colts | 7  |
| AFL  | New York Jets   | 16 |

Dopo un primo quarto equilibrato e senza segnature, la partita volse nettamente a favore di New York che realizzò un touchdown nel secondo quarto con Matt Snell; tre successivi field goal di Jim B, Turner, due nel terzo e uno nell'ultimo quarto sancirono la supremazia di New York e Baltimore realizzò la sua unica segnatura, un touchdown di Gerald Hill, soltanto negli ultimi minuti. L'incontro, con soli 23 punti segnati, registrò il terzo punteggio più basso nella storia della manifestazione.
Super Bowl MVP venne nominato Joe Namath, quarterback di New York, che concluse la partita con 17 passaggi riusciti su 28 tentati e 206 yards complessive lanciate.

### Super Bowl IV
Il Super Bowl IV venne disputato l'11 gennaio 1970 al Tulane Stadium di New Orleans alla presenza di 80.562 spettatori.
| Lega | Squadra            |    |
| ---- | ------------------ | -- |
| NFL  | Minnesota Vikings  | 7  |
| AFL  | Kansas City Chiefs | 23 |

L'incontro venne sostanzialmente deciso nella prima metà, quando Kansas City realizzò prima tre field goal con Jan Stenerud, uno nel primo e due nel secondo quarto, e realizzando un touchdown con Mike L. Garrett prima dell'intervallo. Il terzo quarto vide un touchdown di Dave Osborn per Minnesota, a cui rispose Kansas City con un touchdown di Otis Taylor; l'ultimo quarto si chiuse senza segnature.
Super Bowl MVP venne nominato Len Dawson, quarterback di Kansas City, che concluse la partita con 12 passaggi riusciti su 17 tentativi, 142 yards complessive lanciate, 1 toiuchdown e 1 intercetto.

## Super Bowl AFC-NFC
Con il campionato del 1970 la fusione fra le due leghe divenne operativa ed i due distinti campionati vennero trasformati in conference, mentre National Football League fu il nome adottato dalla lega unificata. Da questo momento in poi il Super Bowl vide di fronte le squadre vincitrici delle due conference.

### Super Bowl V
Il Super Bowl V venne disputato il 17 gennaio 1971 all'Orange Bowl di Miami alla presenza di 79.204 spettatori.
| Conference | Squadra         |    |
| ---------- | --------------- | -- |
| AFC        | Baltimore Colts | 16 |
| NFC        | Dallas Cowboys  | 13 |

L'incontro vide un iniziale vantaggio di Dallas, che realizzò un field goal nel primo quarto con Mike Clark, che si ripeté all'inizio del secondo; subito dopo la reazione di Baltimore portò ad un touchdown di John Mackey, al quale però Dallas rispose prima dell'intervallo, con un touchdown di Duane Thomas. Il terzo quarto trascorse senza segnature, ma nell'ultimo periodo Baltimore raggiunse gli avversari con un touchdown di Tom Nowatzke e fece sua la partita con un field goal di Jim O'Brien a pochi secondi dal termine.
Super Bowl MVP venne nominato Chuck Howley, outside linebacker di Baltimore, autore di 2 intercetti e primo giocatore non quarterback ad ottenere il premio per il miglior giocatore di un Super Bowl.

### Super Bowl VI
Il Super Bowl VI venne disputato il 16 gennaio 1972 al Tulane Stadium di New Orleans alla presenza di 81.023 spettatori.
| Conference | Squadra        |    |
| ---------- | -------------- | -- |
| AFC        | Miami Dolphins | 3  |
| NFC        | Dallas Cowboys | 24 |

L'incontro venne dominato da Dallas, passata in vantaggio nel primo quarto con un field goal di Mike V. Clark. Nel secondo quarto, al touchdown realizzato per Dallas da Lance Alworth, Miami rispose con un field goal di Garo Yepremian, destinato però a rimanere l'unica realizzazione dei Dolphins. Due altri touchdown di Dallas, con Duane Thomas nel terzo e con Mike Ditka nell'ultimo quarto, stabilirono il punteggio finale.
Super Bowl MVP venne nominato Roger Staubach, quarterback di Dallas, che concluse l'incontro con 12 passaggi riusciti su 19 tentati, 119 yards complessive lanciate e 2 touchdown.

### Super Bowl VII
Il Super Bowl VII venne disputato il 17 gennaio 1973 al Memorial Coliseum di Los Angeles alla presenza di 90.182 spettatori.
| Conference | Squadra             |    |
| ---------- | ------------------- | -- |
| AFC        | Miami Dolphins      | 14 |
| NFC        | Washington Redskins | 7  |

L'incontro venne caratterizzato dalla forte prova della difesa di Miami e di fatto deciso nella prima metà da due touchdown di Miami, uno nel primo quarto di Howard Twilley e uno nel secondo quarto di Jim Kiick. Il terzo quarto non fece registrare marcature e soltanto nell'ultimo periodo Washington riuscì a realizzare un touchdown con Mike Bass.
Super Bowl MVP venne nominato Jake Scott, free safety di Miami, autore di 2 intercetti, il secondo con un ritorno di 55 yards partendo dall'area di meta.
L'incontro fece registrare il punteggio più basso di tutta la storia del Super Bowl, con soli 21 punti segnati e segnò la fine di una stagione trionfale per Miami, imbattuta in tutti i 17 incontri disputati

### Super Bowl VIII
Il Super Bowl VIII venne disputato il 13 gennaio 1974 al Rice Stadium di Houston alla presenza di 71.882 spettatori.
| Conference | Squadra           |    |
| ---------- | ----------------- | -- |
| AFC        | Miami Dolphins    | 24 |
| NFC        | Minnesota Vikings | 7  |

L'incontro fu senza storia: Miami, tornata al Super Bowl dopo la stagione precedente in cui aveva concluso imbattuta, dominò la partita mettendo al sicuro il risultato fin dalla prima metà, con 2 touchdown di Larry Csonka e Lim Kiick già nel primo quarto e con un field goal di Garo Yepremian nel secondo. Un altro touchdown di Csonka nel terzo quarto mise definitivamente al sicuro il risultato per Miami e soltanto nel quarto periodo Minnesota riuscì a realizzare, con un touchdown del quarterback Fran Tarkenton.
Super Bowl MVP venne nominato Larry Csonka, running back di Miami, autore di 33 corse per 145 yards complessive e 2 touchdown.

### Super Bowl IX
Il Super Bowl IX venne disputato il 12 gennaio 1975 al Tulane Stadium di New Orleans alla presenza di 80.997 spettatori.
| Conference | Squadra             |    |
| ---------- | ------------------- | -- |
| AFC        | Pittsburgh Steelers | 16 |
| NFC        | Minnesota Vikings   | 6  |

L'incontro iniziò in sostanziale equilibrio; la situazione venne sbloccata soltanto da un errore difensivo di Minnesota che consentì a Pittsburgh di segnare 2 punti con una safety di Dwight White. La situazione volse a favore di Pittsburgh nel terzo quarto, grazie a un touchdown di Franco Harris, mentre l'ultimo periodo si aprì con un touchdown di Terry Brown per Minnesota (non trasformato) a cui rispose per Pittsburgh un altro touchdown di Larry Brown.
Super Bowl MVP venne nominato Franco Harris, running back di Pittsburgh, che concluse la partita con 34 corse per complessive 158 yards e 1 touchdown.
L'incontro fece registrare il secondo punteggio più basso della storia del Super Bowl, con soli 22 punti segnati.

### Super Bowl X
Il Super Bowl X venne disputato il 18 gennaio 1976 all'Orange Bow di Miami alla presenza di 80.187 spettatori.
| Conference | Squadra             |    |
| ---------- | ------------------- | -- |
| AFC        | Pittsburgh Steelers | 21 |
| NFC        | Dallas Cowboys      | 17 |

Per i primi tre quarti l'incontro fu assai equilibrato, con un piccolo vantaggio per Dallas determinato da un field goal di Toni Fritsch nel secondo quarto, dopo che nel primo ad un touchdown di Drew Pearson per Dallas aveva risposto uno di Randy Grossman per Pittsburgh. Nel terzo quarto non si registrarono segnature, ma nell'ultimo periodo Pittsburgh prese il sopravvento, grazie prima ad una safety di Reggie Harrison, poi a due field goal consecutivi di Roy Gerela ed infine ad un touchdown di Lynn Swann (non trasformato). Il touchdown finale di Percy Howard per Dallas ridusse il divario ma non mutò l'esito finale della partita.
Super Bowl MVP venne nominato Lynn Swann, wide receiver di Pittsburgh, che concluse la partita con 4 ricezioni per 161 yards complessive e 1 touchdown.

### Super Bowl XI
Il Super Bowl XI venne disputato il 9 gennaio 1977 al Rose Bowl di Pasadena alla presenza di 103.438 spettatori.
| Conference | Squadra           |    |
| ---------- | ----------------- | -- |
| AFC        | Oakland Raiders   | 32 |
| NFC        | Minnesota Vikings | 14 |

Dopo un primo quarto trascorso senza segnature, Oakland prese il sopravvento nel secondo, con un field goal di Errol Mann, un touchdown di Dave Casper ed un altro (non trasformato) di Pete Banaszak. Dopo l'intervallo, Oakland allungò ancora con un field goal di Mann e, ancora nel terzo quarto, Minnesota ridusse le distanze con un touchdown di Sammy White. Nell'ultimo periodo, Oakland consolidò ancora il proprio vantaggio con due touchdown, uno ancora di Banaszak e uno di Willie Brown (non trasformato), al quale Minnesota seppe contrapporre soltanto un touchdown di Stu Voigt negli ultimi secondi dell'incontro.
Super Bowl MVP venne nominato Fred Biletnikoff, wide receiver di Oakland, che concluse l'incontro con 4 ricezioni per 79 yards complessive.

### Super Bowl XII
Il Super Bowl XII venne disputato il 15 gennaio 1978 al Louisiana Superdome di New Orleans alla presenza di 76.400 spettatori.
| Conference | Squadra        |    |
| ---------- | -------------- | -- |
| AFC        | Denver Broncos | 10 |
| NFC        | Dallas Cowboys | 27 |

L'incontro vide un predominio di Dallas nella prima metà, grazie a un touchdown di Tony Dorsett nel primo quarto e a due field goal di Efren Herrera, uno nel primo e uno nel secondo quarto. Il terzo quarto vide la reazione di Denver con un field goal di Jim B. Turner e un touchdown di Rob Lytle, in mezzo ai quali però Dallas realizzò a sua volta un touchdown con Butch Johnson, contenendo il tentativo di rimonta degli avversari e consolidando il vantaggio con un touchdown di Golden Richards nell'ultimo quarto.
Super Bowl MVP vennero nominati a pari merito (unico caso nella storia del Superbowl) due difensori di Dallas: il defensive tackle Randy White e il defensive end Harvey Martin.

### Super Bowl XIII
Il Super Bowl XIII venne disputato il 21 gennaio 1979 all'Orange Bowl di Miami alla presenza di 79.484 spettatori.
| Conference | Squadra             |    |
| ---------- | ------------------- | -- |
| AFC        | Pittsburgh Steelers | 35 |
| NFC        | Dallas Cowboys      | 31 |

L'incontro fu caratterizzato da un alto punteggio ma da un costante equilibrio. Nel primo quarto, ad un touchdown di John Stallworth per Pittsburgh rispose quello di Tony Hill per Dallas; quest'ultima andò in vantaggio nel secondo quarto con un touchdown di Mike Hegman, ma venne raggiunta e superata da due touchdown di Pittsburgh con ancora Stallworth e Rocky Bleier. Dopo che nel terzo periodo si registrò soltanto un field goal di Rafael Septien per Dallas, il quarto vide Pittsburgh portarsi in netto vantaggio con due touchdown di Franco Harris e Lynn Swann e la rimonta finale, anche se non sufficiente a rovesciare il risultato, con due touchdown di Billy Joe DuPree e Butch Johnson.
Super Bowl MVP venne nominato Terry Bradshaw, quarterback di Pittsburgh, che concluse l'incontro con 17 passaggi riusciti su 30 tentativi, 318 yards complessive lanciate, 4 touchdown e 1 intercetto.

### Super Bowl XIV
Il Super Bowl XIV venne disputato il 20 gennaio 1980 al Rose Bowl di Pasadena alla presenza di 103.985 spettatori.
| Conference | Squadra             |    |
| ---------- | ------------------- | -- |
| AFC        | Pittsburgh Steelers | 31 |
| NFC        | Los Angeles Rams    | 19 |

L'incontro fu equilibrato per i primi tre periodi: nel primo quarto, ad un field goal di Matt Bahr per Pittsburgh rispose un touchdown di Cullen Bryant per Los Angeles. Il secondo quarto registrò invece un touchdown di Franco Harris per Pittsburgh e due field goal di Frank Corral per Los Angeles, mentre nel terzo ad un touchdown di Lynn Swann per Pittsburgh rispose uno (non trasformato) di Ronnie Smith per Los Angeles. La svolta definitiva venne invece nell'ultima periodo, dominato da Pittsburgh con due touchdown di John Stallworth e ancora Harris.
Super Bowl MVP venne nominato ancora il quarterback di Pittsburgh Terry Bradshaw, che concluse la partita con 14 passaggi riusciti su 21 tentati, 309 yards complessive lanciate, 2 touchdown e 3 intercetti.

### Super Bowl XV
Il Super Bowl XV venne disputato il 25 gennaio 1981 al Louisiana Superdome di New Orleans alla presenza di 76.135 spettatori.
| Conference | Squadra             |    |
| ---------- | ------------------- | -- |
| AFC        | Oakland Raiders     | 27 |
| NFC        | Philadelphia Eagles | 10 |

L'incontro fu praticamente dominato da Oakland, che mise un'ipoteca sul risultato fin dal primo quarto, con due touchdown di Cliff Branch e Kenny King, mentre la reazione di Philadelphia nel secondo quarto fruttò soltanto un field goal di Tony Franklin. Il terzo quarto fece registrare un nuovo allungo di Oakland ancora con un touchdown di Branch e un field goal di Chris Bahr. Nell'ultimo periodo si registrarono un touchdown di Heith Krepfle per Philadelphia ed un altro field goal di Bahr che fissarono il risultato finale.
Super Bowl MVP venne nominato Jim Plunkett, quarterback di Oakland, che chiuse l'incontro con 13 passaggi riusciti su 21 tentati, 261 yards complessive lanciate e 3 touchdown.

### Super Bowl XVI
Il Super Bowl XVI venne disputato il 24 gennaio 1982 al Pontiac Silverdome di Pontiac alla presenza di 81.270 spettatori.
| Conference | Squadra             |    |
| ---------- | ------------------- | -- |
| AFC        | Cincinnati Bengals  | 21 |
| NFC        | San Francisco 49ers | 26 |

L'incontro fu caratterizzato dal dominio di San Francisco nei primi due quarti, che portò ad un touchdown di Joe Montana nel primo quarto, e uno di Earl Cooper e due field goal di Ray Wersching nel secondo. Dopo l'intervallo si registrò la veemente reazione di Cincinnati, che andò a segno con un touchdown di Ken Anderson nel terzo periodo ed uno di Dan Ross nel quarto; due field goal ancora di Wersching consentirono a questo punto a San Francisco di contenere la rimonta, rendendo inutile il touchdown ancora di Ross per Cincinnati negli ultimi secondi.
Super Bowl MVP venne nominato Joe Montana, quarterback di San Francisco, che concluse l'incontro con 14 passaggi riusciti su 22 tentati, 157 yards complessive lanciate e 1 touchdown.

### Super Bowl XVII
Il Super Bowl XVII venne disputato il 30 gennaio 1983 al Rose Bowl di Pasadena alla presenza di 103.667 spettatori.
| Conference | Squadra             |    |
| ---------- | ------------------- | -- |
| AFC        | Miami Dolphins      | 17 |
| NFC        | Washington Redskins | 27 |

L'incontro iniziò con una lieve supremazia di Miami, che aprì le marcature con un touchdown di Jimmy Cefalo nel primo quarto, mentre il secondo vide una sorta di botta e risposta tra le due squadre: field goal di Mark Moseley per Washington, field goal di Uwe Von Schamann per Miami, touchdown di Alvin Garrett per Washington e touchdown di Fulton Walker per Miami. Dopo l'intervallo però la partita non ebbe più storia, con un netto dominio di Washington che realizzò un field goal ancora con Moseley nel terzo periodo e due touchdown con John Riggins e Charlie Brown nell'ultimo.
Super Bowl MVP venne nominato John Riggins, running back di Washington, che concluse la partita con 38 corse per 166 yards complessive e 1 touchdown.

### Super Bowl XVIII
Il Super Bowl XVIII venne disputato il 22 gennaio 1984 al Tampa Stadium di Tampa alla presenza di 72.920 spettatori.
| Conference | Squadra             |    |
| ---------- | ------------------- | -- |
| AFC        | Los Angeles Raiders | 38 |
| NFC        | Washington Redskins | 9  |

L'incontro venne largamente dominato da Los Angeles, che mantenne il controllo per tutto l'incontro; Los Angeles passò in vantaggio con un touchdown di Derrick Jensen nel primo quarto e segnò un altro touchdown con Cliff Branch nel secondo; dopo un field goal di Mark Moseley per Washington, Los Angeles mise a segno un altro touchdown con Jack Squirek. Nel terzo quarto, ad un touchdown (non trasformato) di John Riggins per Washington risposero i due touchdown di Marcus Allen, mentre nell'ultimo periodo si registrò soltanto un field goal ancora per Los Angeles di Chris Bahr.
Super Bowl MVP venne nominato Marcus Allen, running back di Los Angeles, che chiuse l'incontro con 20 corse per 191 yards complessive e 2 touchdown.

### Super Bowl XIX
Il Super Bowl XIX venne disputato il 20 gennaio 1985 allo Stanford Stadium di Palo Alto alla presenza di 84.059 spettatori.
| Conference | Squadra             |    |
| ---------- | ------------------- | -- |
| AFC        | Miami Dolphins      | 16 |
| NFC        | San Francisco 49ers | 38 |

L'incontro vide un vantaggio iniziale di Miami, andata a segno nel primo quarto con un field goal di Uwe Von Schamann e un touchdown di Dan Johnson, tra i quali San Francisco realizzò un touchdown con Carl Monroe. Nel secondo quarto invece San Francisco chiuse virtualmente la partita realizzando tre touchdown in meno di 10 minuti con Roger Craig, Joe Montana e ancora Craig, a cui Miami rispose soltanto con due field goal di Von Schamann negli ultimi secondi del periodo. Dopo l'intervallo, un field goal di Ray Wersching e un altro touchdown di Craig chiusero definitivamente l'incontro, con l'ultimo periodo che non registrò marcature.
Super Bowl MVP venne nominato Joe Montana, quarterback di San Francisco, che concluse l'incontro con 24 passaggi riusciti su 35 tentati, 331 yards complessive lanciate e 3 touchdown.

### Super Bowl XX
Il Super Bowl XX venne disputato il 26 gennaio 1986 al Louisiana Superdome di New Orleans alla presenza di 73.818 spettatori.
| Conference | Squadra              |    |
| ---------- | -------------------- | -- |
| AFC        | New England Patriots | 10 |
| NFC        | Chicago Bears        | 46 |

L'incontro non ebbe praticamente storia, essendo chiaramente dominato da Chicago, dopo l'iniziale field goal di New England con Tony Franklin a cui, ancora nel primo quarto, Chicago rispose con due field goal di Kevin Butler e un touchdown di Matt Suhey. Nel secondo quarto Chicago realizzò un touchdown con Jim McMahon e un fieldgoal ancora con Butler. Il terzo quarto evidenziò il chiaro dominio di Chicago, che realizzò tre touchdown con McMahon, Reggie Phillips e William Perry, mentre nell'ultimo periodo si registrarono un touchdown di Irving Fryar per New England e una safety di Henry Waecher per Chicago.
Super Bowl MVP venne nominato Richard Dent, defensive end di Chicago.

### Super Bowl XXI
Il Super Bowl XXI venne disputato il 25 gennaio 1987 al Rose Bowl di Pasadena alla presenza di 101.063 spettatori.
| Conference | Squadra         |    |
| ---------- | --------------- | -- |
| AFC        | Denver Broncos  | 20 |
| NFC        | New York Giants | 39 |

Dopo che la prima metà dell'incontro si chiuse in sostanziale parità, grazie a un field goal di Rich Karlis per Denver, un touchdown di Zeke Mowatt per New York e uno di John Elway per Denver nel primo quarto, e ad una safety di George Martin per New York. La svolta dell'incontro venne nel terzo periodo, quando New York realizzò due touchdown con Mark Bavaro e Joe Morris e un field goal con Raul Allegre. Nell'ultimo periodo New York realizzò ancora due touchdown con Phil McConkey e Ottis Anderson, mentre Denver realizzò un field goal con Karlis tra di essi ed un touchdown di Vance Johnson a due minuti dalla fine.
Super Bowl MVP venne nominato Phil Simms, quarterback di New York, che concluse l'incontro con 22 passaggi riusciti su 25 tentati, 268 yards complessive lanciate e 3 touchdown.

### Super Bowl XXII
Il Super Bowl XXII venne disputato il 31 gennaio 1988 al Jack Murphy Stadium di San Diego alla presenza di 73.302 spettatori.
| Conference | Squadra             |    |
| ---------- | ------------------- | -- |
| AFC        | Denver Broncos      | 10 |
| NFC        | Washington Redskins | 42 |

Iniziato con il vantaggio di Denver, che nel primo quarto realizzò un touchdown con Ricky Nattiel e un fieldgoal con Rich Karlis, l'incontro ebbe una svolta nel secondo quarto, nel quale Washington mise a segno ben 5 touchdown, due con Ricky Sanders e uno con Gary Clark, Timmy Smith e Clint Didier. Denver non riuscì più a reagire e, dopo un terzo quarto senza marcature, fu ancora Washington nel quarto a realizzare un touchdown, di nuovo con Smith.
Super Bowl MVP venne nominato Doug Williams, quarterback di Washington, che concluse l'incontro con 18 passaggi riusciti su 29 tentati, 340 yards complessive lanciate, 4 touchdown e 1 intercetto.

### Super Bowl XXIII
Il Super Bowl XXIII venne disputato il 22 gennaio 1989 al Joe Robbie Stadium di Miami alla presenza di 75.129 spettatori.
| Conference | Squadra             |    |
| ---------- | ------------------- | -- |
| AFC        | Cincinnati Bengals  | 16 |
| NFC        | San Francisco 49ers | 20 |

L'incontro fu molto equilibrato nella prima metà, con predominio delle difese e realizzazioni molto limitate, con un field goal di San Francisco con Mike Cofer nel primo quarto ed uno di Cincinnati con Jim Breech nel secondo. Dopo un altro field goal per parte nel terzo periodo, ancora di Breech e Cofer, l'equilibrio venne rotto da un touchdown di Stanford Jennings per Cincinnati. L'ultimo quarto registrò lo scatto di San Francisco, con due touchdown di Jerry Rice e John Taylor, intervallati da un field goal ancora di Breech per Cincinnati.
Super Bowl MVP venne nominato Jerry Rice, wide receiver di San Francisco, che concluse l'incontro con 11 ricezioni per complessive 215 yards, 1 corsa da 5 yards e 1 touchdown.

### Super Bowl XXIV
Il Super Bowl XXIV venne disputato il 28 gennaio 1990 al Louisiana Superdome di New Orleans alla presenza di 72.919 spettatori.
| Conference | Squadra             |    |
| ---------- | ------------------- | -- |
| AFC        | Denver Broncos      | 10 |
| NFC        | San Francisco 49ers | 55 |

L'incontro fu sostanzialmente dominato da San Francisco, passata nettamente in vantaggio già nel primo quarto con due touchdown di Jerry Rice e Brent Jones, intervallati per Denver da un field goal di David Treadwell. Altri due touchdown di Tom Rathman e ancora di Rice nel secondo quarto consegnarono di fatto la partita a San Francisco già all'intervallo. Il dominio continuò anche nel secondo tempo: San Francisco mise a segno altri quattro touchdown, due nel terzo quarto ancora con Rice e con John Taylor, a fronte di uno di John Elway per Denver, e due nell'ultimo quarto ancora con Rathman e con Roger Craig.
Super Bowl MVP venne nominato (per la terza volta in carriera) Joe Montana, quarterback di San Francisco, che concluse l'incontro con 22 passaggi riusciti su 29 tentati, 297 yards complessive lanciate e 5 touchdown.

### Super Bowl XXV
Il Super Bowl XXV venne disputato il 27 gennaio 1991 al Tampa Stadium di Tampa alla presenza di 73.813 spettatori.
| Conference | Squadra         |    |
| ---------- | --------------- | -- |
| AFC        | Buffalo Bills   | 19 |
| NFC        | New York Giants | 20 |

L'incontro fu uno dei più equilibrati della storia del trofeo: nel primo quarto venne realizzato un field goal per parte, con Matt Bahr per New York e Scott Norwood per Buffalo, mentre nel secondo quarto Buffalo realizzò un touchdown con Don M. Smith e una safety con Bruce Smith, a cui New York rispose con un touchdown di Stephen Baker. Il terzo quarto vide New York passare in vantaggio con un touchdown di Ottis Anderson, mentre nell'ultimo periodo Buffalo tornò in vantaggio con un touchdown di Thurman Thomas, ma venne definitivamente superata da New York con un altro field goal di Bahr.
Super Bowl MVP venne nominato Ottis Anderson, running back di New York, che chiuse l'incontro con 21 corse per 102 yards complessive, 1 ricezione da 7 yards e 1 touchdown.

### Super Bowl XXVI
Il Super Bowl XXVI venne disputato il 26 gennaio 1992 al Metrodome di Minneapolis alla presenza di 63.130 spettatori.
| Conference | Squadra             |    |
| ---------- | ------------------- | -- |
| AFC        | Buffalo Bills       | 24 |
| NFC        | Washington Redskins | 37 |

L'incontro fu caratterizzato da un vantaggio iniziale di Washington che, dopo un primo quarto senza marcature, realizzò un field goal con Chip Lohmiller e due touchdown con Earnest Byner e Gerald Riggs nel secondo periodo. Il terzo quarto venne aperto da un touchdown ancora di Riggs per Washington, a cui seguì la prima vera reazione di Buffalo che fruttò un field goal di Scott Norwood e un touchdown di Thurman Thomas, e chiuso da un touchdown di Gary Clark per Washington. All'inizio dell'ultimo periodo Washington realizzò altri due field goal con Lohmiller ed i due touchdown realizzati in chiusura da Buffalo con Pete Metzelaars e Don Beebe non furono sufficienti e ribaltare il risultato.
Super Bowl MVP venne nominato Mark Rypien, quarterback di Washington, che concluse l'incontro con 18 passaggi riusciti su 33 tentati, 2 touchdown e 1 intercetto.

### Super Bowl XXVII
Il Super Bowl XXVII venne disputato il 31 gennaio 1993 al Rose Bowl di Pasadena alla presenza di 98.374 spettatori.
| Conference | Squadra        |    |
| ---------- | -------------- | -- |
| AFC        | Buffalo Bills  | 17 |
| NFC        | Dallas Cowboys | 52 |

L'incontro vide Buffalo in vantaggio soltanto nella fase iniziale, grazie a un touchdown di Thurman Thomas, a cui però Dallas rispose già nel primo quarto con due touchdown di Jay Novacek e Jimmie Jones. Nel secondo periodo, dopo un field goal di Buffalo con Steve Christie, Dallas mise a segno altri due touchdown con Michael Irvin, chiudendo così in vantaggio la prima metà della partita. Il terzo quarto fu equilibrato, con un field goal di Lin Elliott per Dallas e un touchdown di Don Beebe per Buffalo, ma il divario tra le due squadre si ampliò nell'ultimo periodo, grazie ai tre touchdown siglati da Dallas con Alvin Harper, Emmitt Smith e Ken Norton.
Super Bowl MVP venne nominato Troy Aikman, quarterback di Dallas, che concluse l'incontro con 22 passaggi riusciti su 30 tentati, 273 yards complessive lanciate e 4 touchdown.

### Super Bowl XXVIII
Il Super Bowl XXVIII venne disputato il 30 gennaio 1994 al Georgia Dome di Atlanta alla presenza di 72.817 spettatori.
| Conference | Squadra        |    |
| ---------- | -------------- | -- |
| AFC        | Buffalo Bills  | 13 |
| NFC        | Dallas Cowboys | 30 |

L'incontro vide un certo equilibrio nel primo quarto, che fece registrare 3 field goal, due di Eddie Murray per Dallas e uno di Steve Christie per Buffalo, ed un'accelerazione di Buffalo nel secondo periodo, con un touchdown di Thurman Thomas e un altro field goal di Christie. La svolta della partita avvenne dopo l'intervallo: nella seconda metà dell'incontro Buffalo non riuscì più a realizzare e Dallas vinse agevolmente la partita grazie a due touchdown di Mickey Washington ed Emmitt Smith nel terzo quarto e ad un altro touchdown di Smith e un fieldgoal di Murray nell'ultimo periodo.
Super Bowl MVP venne nominato Emmitt Smith, running back di Dallas, che concluse l'incontro con 30 corse per 132 yards complessive, 4 ricezioni per 26 yards complessive e 2 touchdown.

### Super Bowl XXIX
Il Super Bowl XXIX venne disputato il 29 gennaio 1995 al Joe Robbie Stadium di Miami alla presenza di 74.107 spettatori.
| Conference | Squadra             |    |
| ---------- | ------------------- | -- |
| AFC        | San Diego Chargers  | 26 |
| NFC        | San Francisco 49ers | 49 |

L'incontro, sia pure abbastanza equilibrato, venne sempre condotto da San Francisco, portatasi subito in vantaggio nel primo quarto con due touchdown di Jerry Rice e Ricky Watters contro uno di San Diego con Natrone Means; analogo andamento ebbe il secondo quarto, con due touchdown di William Floyd e ancora Watters per San Francisco e uno di San Diego con John Carney. Ancora due touchdown per San Francisco nel terzo quarto, ancora di Watters e Rice, contro uno (con trasformazione da 2 punti) di Andre Coleman per San Diego. Nell'ultimo periodo si registrarono un altro touchdown di Rice per San Francisco ed uno (nuovamente con trasformazione da 2 punti) di Tony Martin per San Diego.
Super Bowl MVP venne nominato Steve Young, quarterback di San Francisco, che concluse l'incontro con 24 passaggi riusciti su 36 tentati, 325 yards complessive lanciate e 6 touchdown. Con questa prova Young dimostrò di poter raccogliere la pesante eredità di Joe Montana alla guida dell'attacco dei 49ers.

### Super Bowl XXX
Il Super Bowl XXX venne disputato il 28 gennaio 1996 al Sun Devil Stadium di Tempe alla presenza di 76.347 spettatori.
| Conference | Squadra             |    |
| ---------- | ------------------- | -- |
| AFC        | Pittsburgh Steelers | 17 |
| NFC        | Dallas Cowboys      | 27 |

Anche se le distanze tra le squadre non furono mai elevate, l'incontro venne preso in mano fin dall'inizio da Dallas, che nel primo quarto realizzò un field goal con Chris Boniol e un touchdown con Jay Novacek, aumentando poi il vantaggio all'inizio del secondo periodo con un altro field goal di Boniol a cui rispose Pittsburgh con un touchdown di Yancey Thigpen. Nel terzo quarto Dallas mise ancora a segno un touchdown con Emmitt Smith, mentre nell'ultimo periodo il tentativo di rimonta di Pittsburgh, con un field goal di Norm Johnson e un touchdown di Bam Morris, venne frustrato dal touchdown di Emmitt Smith che fissò il risultato finale.
Super Bowl MVP venne nominato Larry Brown, cornerback di Dallas, che realizzò due intercetti ritornati per complessive 77 yards.

### Super Bowl XXXI
Il Super Bowl XXXI venne disputato il 26 gennaio 1997 al Louisiana Superdome di New Orleans alla presenza di 72.301 spettatori.
| Conference | Squadra              |    |
| ---------- | -------------------- | -- |
| AFC        | New England Patriots | 21 |
| NFC        | Green Bay Packers    | 35 |

L'incontro fu piuttosto equilibrato, a parte un'accelerazione di Green Bay nel secondo periodo che le permise di far suo il successo. Il primo quarto vide andare avanti Green Bay, con un touchdown di Andre Rison e un field goal di Chris Jacke, a cui New England rispose con due touchdown di Keith Byars e Ben Coates. La svolta della partita avvenne però nel secondo periodo, quando Green Bay mise a segno un touchdown con Antonio Freeman, un field goal ancora con Jacke e un altro touchdown con Brett Favre. Nel terzo quarto ritornò l'equilibrio, con un touchdown di Curtis Martin per New England e uno di Desmond Howard (con trasformazione da 2 punti) per Green Bay. Nessuna marcatura fu registrata nell'ultimo periodo.
Super Bowl MVP venne nominato Desmond Howard, ritornatore dei calci di Green Bay, grazie soprattutto al suo touchdown, realizzato raccogliendo un calcio degli avversari sulla propria linea di meta e attraversando tutto il campo (ufficialmente per 99 yards).

### Super Bowl XXXII
Il Super Bowl XXXII venne disputato il 25 gennaio 1998 al Qualcomm Stadium di San Diego alla presenza di 68.912 spettatori.
| Conference | Squadra           |    |
| ---------- | ----------------- | -- |
| AFC        | Denver Broncos    | 31 |
| NFC        | Green Bay Packers | 24 |

L'incontro si mantenne costantemente molto equilibrato, con il primo vantaggio di Green Bay grazie a un touchdown di Antonio Freeman, a cui rispose quello di Terrell Davis per Denver nel primo quarto. Nel secondo periodo Denver andò in vantaggio con un touchdown di John Elway e un field goal di Jason Elam, ma Green Bay ridusse le distanze con un touchdown di Mark Chmura. Green Bay pareggiò nel terzo quarto con un field goal di Ryan Longwell, ma Denver tornò in vantaggio con un touchdown ancora di Davis. Nuovo pareggio di Denver nell'ultimo periodo con un touchdown ancora di Freeman, ma il terzo touchdown personale di Davis consentì a Denver di aggiudicarsi l'incontro.
Super Bowl MVP venne nominato Terrell Davis, running back di Denver, che concluse l'incontro con 30 corse per 157 yards complessive, 2 ricezioni per 8 yards complessive e 3 touchdown.

### Super Bowl XXXIII
Il Super Bowl XXXIII venne disputato il 31 gennaio 1999 al Pro Player Stadium di Miami alla presenza di 74.803 spettatori.
| Conference | Squadra         |    |
| ---------- | --------------- | -- |
| AFC        | Denver Broncos  | 34 |
| NFC        | Atlanta Falcons | 19 |

L'incontro venne sempre condotto da Denver, a parte qualche minuto del primo quarto, tra il field goal di Morten Andersen che portò in vantaggio Atlanta e il touchdown di Howard Griffith per Denver. Nel secondo periodo un field goal di Jason Elam e un touchdown di Rod Smith ampliarono il vantaggio di Denver, solo in parte ridotto dal field goal di Andersen per Atlanta. Dopo un terzo quarto senza segnature, l'ultimo periodo fu più equilibrato: a due touchdown di Dallas ancora con Griffith e poi con John Elway, rispose Atlanta con un touchdown di Tim Dwight, poi un field goal di Elam per Denver e un touchdown di Terance Mathis per Atlanta fissarono il punteggio finale.
Super Bowl MVP venne nominato John Elway, quarterback di Denver, che chiuse l'incontro con 18 passaggi riusciti su 29 tentati, 1 touchdown e 1 intercetto.

### Super Bowl XXXIV
Il Super Bowl XXXIV venne disputato il 30 gennaio 2000 al Georgia Dome di Atlanta alla presenza di 72.625 spettatori.
| Conference | Squadra          |    |
| ---------- | ---------------- | -- |
| AFC        | Tennessee Titans | 16 |
| NFC        | Saint Louis Rams | 23 |

L'incontro venne caratterizzato da un iniziale vantaggio di Saint Louis, con tre field goal di Jeff Wilkins, uno nel primo e due nel secondo quarto, a cui seguì un touchdown di Torry Holt nel terzo periodo, a cui rispose uno di Eddie George per Tennessee alla fine del quarto. Nell'ultimo periodo, Tennessee tentò la rimonta realizzando un touchdown ancora con George e un field goal con Al Del Greco, ma un touchdown di Isaac Bruce per Saint Louis fissò il risultato finale.
Super Bowl MVP venne nominato Kurt Warner, quarterback di Saint Louis, che chiuse l'incontro con 24 passaggi riusciti su 45 tentati, 414 yards complessive lanciate e 2 touchdown.

### Super Bowl XXXV
Il Super Bowl XXXV venne disputato il 28 gennaio 2001 al Raymond James Stadium di Tampa alla presenza di 71.921 spettatori.
| Conference | Squadra          |    |
| ---------- | ---------------- | -- |
| AFC        | Baltimore Ravens | 34 |
| NFC        | New York Giants  | 7  |

L'incontro venne dominato fin dall'inizio da Baltimore, passata in vantaggio con un touchdown di Brandon Stokley nel primo quarto ed un field goal di Matt Stover nel secondo. Nel terzo periodo Baltimore allungò ancora con un touchdown di Duane Starks, a cui rispose uno di Ron Dixon per New York, destinato a rimanere l'unica marcatura della squadra nell'incontro. Chiuso il terzo quarto con un touchdown di Jermaine Lewis, Baltimore realizzò ancora nell'ultimo periodo un touchdown con Jamal Lewis e un field goal ancora con Stover.
Super Bowl MVP venne nominato Ray Lewis, linebacker di Baltimore.

### Super Bowl XXXVI
Il Super Bowl XXXVI venne disputato il 3 febbraio 2002 al Louisiana Superdome di New Orleans alla presenza di 72.922 spettatori.
| Conference | Squadra              |    |
| ---------- | -------------------- | -- |
| AFC        | New England Patriots | 20 |
| NFC        | Saint Louis Rams     | 17 |

L'incontro ebbe un andamento altalenante, con un iniziale vantaggio di Saint Louis grazie a un field goal di Jeff Wilkins. Nel secondo periodo New England realizzò però due touchdown con Ty Law e David Patten, allungando ancora nel terzo quarto con un field goal di Adam Vinatieri. L'ultimo periodo vide la rimonta di Saint Louis, che raggiunse il pareggio grazie a due touchdown di Kurt Warner e Ricky Proehl, ma l'incontro venne deciso in favore di New England grazie a un field goal allo scadere del tempo ancora di Vinatieri.
Super Bowl MVP venne nominato Tom Brady, quarterback di New England, che concluse la partita con 16 passaggi riusciti su 27 tentati, 145 yards complessive lanciate e 1 touchdown.

### Super Bowl XXXVII
Il Super Bowl XXXVII venne disputato il 26 gennaio 2003 al Qualcomm Stadium di San Diego alla presenza di 67.603 spettatori.
| Conference | Squadra              |    |
| ---------- | -------------------- | -- |
| AFC        | Oakland Raiders      | 21 |
| NFC        | Tampa Bay Buccaneers | 48 |

Dopo un primo quarto equilibrato, con un field goal per parte, di Sebastian Janikowski per Oakland e Martin Gramatica per Tampa Bay, l'incontro venne dominato da Tampa Bay, che nel secondo periodo realizzò un field goal ancora con Gramatica e due touchdown con Mike Alstott e Keenan McCardell. Il terzo quarto vide ancora Tampa Bay realizzare due touchdown, di nuovo con McCardell e poi con Dwight Smith, a cui Oakland rispose con un touchdown (non trasformato) di Jerry Porter. Nell'ultimo periodo il tentativo di rimonta di Oakland produsse due touchdown (entrambi non trasformati) di Eric Johnson e Jerry Rice, ma l'incontro venne chiuso da altri due touchdown di Tampa Bay, di Derrick Brooks e ancora di D. Smith.
Super Bowl MVP venne nominato Dexter Jackson, free safety di Tampa Bay, autore di due intercetti.

### Super Bowl XXXVIII
Il Super Bowl XXXVIII venne disputato il 1º febbraio 2004 al Reliant Stadium di Houston alla presenza di 71.525 spettatori.
| Conference | Squadra              |    |
| ---------- | -------------------- | -- |
| AFC        | New England Patriots | 32 |
| NFC        | Carolina Panthers    | 29 |

L'incontro fu uno dei più equilibrati che si ricordi nel Super Bowl: dopo un primo quarto senza segnature, il secondo periodo vide il vantaggio di New England con un touchdown di Deion Branch, il pareggio di Carolina con un touchdown di Steve Smith, il nuovo vantaggio di New England con un touchdown di David Givens e un field goal di John Kasay a ridurre le distanze per Carolina. Il terzo quarto fu nuovamente senza marcature, ma l'ultimo periodo vide ben 6 realizzazioni: touchdown di New England con Antowain Smith, due touchdown di Carolina (entrambi non trasformati) con DeShuan Foster e Muhsin Muhammad che la portarono in vantaggio, nuovo vantaggio di New England con un touchdown di Mike Vrabel, altro sorpasso di Carolina con un touchdown di Ricky Proehl ed il definitivo vantaggio di New England siglato da Adam Vinatieri con un field goal a 4 secondi dallo scadere del tempo.
Super Bowl MVP venne nominato Tom Brady, quarterback di New England, che chiuse l'incontro con 32 passaggi riusciti su 48 tentatim 354 yards complessive lanciate, 3 touchdown e 1 intercetto.

### Super Bowl XXXIX
Il Super Bowl XXXIX venne disputato il 6 febbraio 2005 all'Alltel Stadium di Jacksonville alla presenza di 78.125 spettatori.
| Conference | Squadra              |    |
| ---------- | -------------------- | -- |
| AFC        | New England Patriots | 24 |
| NFC        | Philadelphia Eagles  | 21 |

L'incontro fu molto equilibrato, con vantaggio prima dell'una e poi dell'altra squadra: dopo un primo quarto senza segnature, nel secondo periodo al touchdown di L. J. Smith per Philadelphia rispose il touchdown di David Givens per New England. Un touchdown di Mike Vrabel portò in vantaggio New England nel terzo quarto, ma Philadelphia pareggiò con un touchdown di Brian Westbrook. L'ultimo periodo vide il vantaggio di New England con un touchdown di Corey Dillon e un field goal di Adam Vinatieri ed il touchdown di Greg Lewis per Philadelphia non fu sufficiente a ribaltare il risultato.
Super Bowl MVP venne nominato Deion Branch, wide receiver di New England, autore di 11 ricezioni per 133 yards complessive.

### Super Bowl XL
Il Super Bowl XL venne disputato il 5 febbraio 2006 al Ford Field di Detroit alla presenza di 68.206 spettatori.
| Conference | Squadra             |    |
| ---------- | ------------------- | -- |
| AFC        | Pittsburgh Steelers | 21 |
| NFC        | Seattle Seahawks    | 10 |

Dopo il vantaggio iniziale di Seattle grazie a un field goal di Josh Brown nel primo quarto, nel secondo periodo Pittsburgh realizzò un touchdown con Ben Roethlisberger portandosi in vantaggio. All'ulteriore touchdown realizzato da Pittsburgh con Willie Parker nel terzo quarto, rispose Seattle con un touchdown di Jerramy Stevens. Il punteggio finale venne fissato da un touchdown di Pittsburgh ad opera di Hines Ward nell'ultimo periodo.
Super Bowl MVP venne nominato Hines Ward, wide receiver di Pittsburgh, autore di 5 ricezioni per 123 yards complessive, 1 corsa da 18 yards e 1 touchdown.

### Super Bowl XLI
Il Super Bowl XLI venne disputato il 5 febbraio 2007 al Dolphin Stadium di Miami alla presenza di 74.512 spettatori.
| Conference | Squadra            |    |
| ---------- | ------------------ | -- |
| AFC        | Indianapolis Colts | 29 |
| NFC        | Chicago Bears      | 17 |

L'incontro fu caratterizzato da diverse segnature e da un discreto equilibrio. Nel primo quarto, vantaggio di Chicago con un touchdown di Devin Hester, pareggio di Indianapolis con un touchdown di Reggie Wayne e nuovo vantaggio di Chicago con un touchdown di Muhsin Muhammad. Nel secondo periodo Indianapolis pareggia nuovamente con un touchdown di Dominic Rhodes e passa in vantaggio con un field goal di Adam Vinatieri. Il terzo quarto vede Chicago nuovamente in vantaggio con un touchdown di Robbie Gould, ma Vinatieri riporta in vantaggio Indianapolis con altri due field goal. Nell'ultimo periodo un touchdown di Kelvin Hayden per Indianapolis chiude definitivamente l'incontro.
Super Bowl MVP venne nominato Peyton Manning, quarterback di Indianapolis, che chiuse l'incontro con 25 passaggi riusciti su 38 tentati, 247 yards complessive lanciate, 1 touchdown e 1 intercetto.

### Super Bowl XLII
Il Super Bowl XLII venne disputato il 3 febbraio 2008 all'University of Phoenix Stadium di Glendale alla presenza di 71.101 spettatori.
| Conference | Squadra              |    |
| ---------- | -------------------- | -- |
| AFC        | New England Patriots | 14 |
| NFC        | New York Giants      | 17 |

Nonostante i pronostici fossero nettamente a favore dei New England Patriots, reduci da una stagione fino a quel momento perfetta con 18 vittorie in altrettanti incontri, la partita fu estremamente equilibrata. Passata in vantaggio New York con un field goal di Lawrence Tynes nel primo quarto, nel secondo periodo un touchdown di Laurence Maroney consentiva a New England di superare gli avversari. Il terzo quarto fu ancora estremamente equilibrato e non fece registrare alcuna segnatura. La partita presentò invece una netta accelerazione nel punteggio nell'ultimo periodo: tornata in vantaggio con un touchdown di David Tyree, New York veniva nuovamente raggiunta e superata da New England grazie a un touchdown di Randy Moss; il punteggio veniva infine fissato da un altro touchdown di New York, grazie a Plaxico Burress, a pochi secondi dal termine.
Super Bowl MVP venne nominato Eli Manning, quarterback di New York, che chiuse l'incontro con 19 passaggi riusciti su 34 tentati, 255 yards lanciate, 2 touchdown e 1 intercetto.
In questo modo Eli Manning è succeduto nella qualifica di MVP del Super Bowl al fratello Peyton Manning, che l'aveva ottenuta con gli Indianapolis Colts l'anno precedente.

### Super Bowl XLIII
Il Super Bowl XLIII venne disputato il 1º febbraio 2009 al Raymond James Stadium di Tampa alla presenza di 70.744 spettatori.
| Conference | Squadra             |    |
| ---------- | ------------------- | -- |
| AFC        | Pittsburgh Steelers | 27 |
| NFC        | Arizona Cardinals   | 23 |

Passati in vantaggio gli Steelers con un field goal di Jeff Reed nel primo quarto, nel secondo periodo un touchdown di Gary Russell su corsa e uno di James Harrison su ritorno di intercetto consentivano a Pittsburgh di incrementare il vantaggio sui Cardinals che segnavano un solo touchdown con Ben Patrick. Nel terzo quarto vi fu solo la realizzazione di un field goal da parte degli Steelers. Nell'ultimo periodo vi fu il tentativo di rimonta dei Cardinals che, realizzando due touchdown e un safety riuscirono anche a portarsi in vantaggio per 23 a 20 a poco più di due minuti dalla fine. La segnatura finale di Santonio Holmes su un passaggio di 6 iarde da Ben Roethlisberger a soli 35 secondi dal termine fissò il punteggio finale sul 27 a 23 a favore degli Steelers.
Super Bowl MVP venne nominato Santonio Holmes, wide receiver di Pittsburgh, che chiuse l'incontro con 9 ricezioni, la più lunga delle quali di 40 iarde, per un totale di 131 iarde e un touchdown, quello del sorpasso finale.

### Super Bowl XLIV
Il Super Bowl XLIV venne disputato il 7 febbraio 2010 al Sun Life Stadium di Miami alla presenza di 74.059 spettatori.
| Conference | Squadra            |    |
| ---------- | ------------------ | -- |
| AFC        | Indianapolis Colts | 17 |
| NFC        | New Orleans Saints | 31 |

Nel primo quarto i favoriti Colts andarono subito in vantaggio con un field goal e un touchdown, ma nel secondo periodo i Saints furono gli unici a realizzare dei punti, sia pure con solo due field goal. Nel terzo quarto le segnature si alternarono per una squadra e per l'altra fino al 17 a 16 sempre per Indianapolis. Nell'ultimo quarto però, New Orleans prese il sopravvento segnando due touchdown, il primo dei quali suggellato da una trasformazione da due punti, portando così il risultato finale sul 31 a 17 e decretando la prima vittoria dei New Orleans Saints in un Super Bowl.
Super Bowl MVP venne nominato Drew Brees, quarterback dei Saints, che chiuse l'incontro con 32 passaggi riusciti su 39 tentati, 288 iarde lanciate, 2 touchdown e nessun intercetto.

### Super Bowl XLV
Il Super Bowl XLV venne disputato il 6 febbraio 2011 al Cowboys Stadium di Arlington alla presenza di 103.219 spettatori.
| Conference | Squadra             |    |
| ---------- | ------------------- | -- |
| AFC        | Pittsburgh Steelers | 25 |
| NFC        | Green Bay Packers   | 31 |

Dopo i primi tre drive senza esito, i Packers aprirono le segnature con un'azione di passaggio. Subito dopo il kickoff della ripresa del gioco, alla prima azione, un passaggio del quarterback degli Steelers Ben Roethlisberger venne intercettato e riportato in touchdown portando il risultato sul 14-0, risultato con cui si concluse il primo quarto di gioco. Nel secondo quarto la partita fu più equilibrata e vide il parziale recupero da parte degli Steelers che riuscirono a realizzare 10 punti contro i 7 dei Packers, chiudendo la prima metà dell'incontro sul 21 a 10 per i Packers. Il terzo quarto vide ancora un touchdown degli Steelers, che dovettero però subire nell'ultima frazione altri 10 punti da parte dei Packers che riuscirono così ad assicurarsi la vittoria col risultato finale di 31 a 25.
Super Bowl MVP venne nominato Aaron Rodgers, quarterback dei Packers, che chiuse l'incontro con 24 passaggi riusciti su 39 tentati, 304 iarde lanciate, 3 touchdown e nessun intercetto.

### Super Bowl XLVI
Il Super Bowl XLVI venne disputato il 5 febbraio 2012 al Lucas Oil Stadium di Indianapolis alla presenza di 68.658 spettatori.
| Conference | Squadra              |    |
| ---------- | -------------------- | -- |
| AFC        | New England Patriots | 17 |
| NFC        | New York Giants      | 21 |

Il Super Bowl XLVI è stato il primo Super Bowl ad essere giocato ad Indianapolis. Si è inoltre trattato della quarta volta che il Super Bowl è stato giocato in una città dal clima tipicamente freddo, dopo che Detroit ha ospitato le edizioni XVI e XL e Minneapolis la XXVI.
Per convenzione, essendo un'edizione pari del Super Bowl, i Patriots, in quanto rappresentanti dell'AFC, hanno avuto la designazione di team casalingo.
Eli Manning, quarterback dei Giants, venne nominato Super Bowl MVP con 30 passaggi riusciti su 40 tentati, 296 iarde lanciate, 1 touchdown e nessun intercetto.

### Super Bowl XLVII
Il Super Bowl XLVII venne disputato il 3 febbraio 2013 al Mercedes-Benz Superdome di New Orleans, con la presenza di 71.024 spettatori.
| Conference | Squadra             |    |
| ---------- | ------------------- | -- |
| AFC        | Baltimore Ravens    | 34 |
| NFC        | San Francisco 49ers | 31 |

Questo è stato il primo Super Bowl in cui si sono scontrati due fratelli come capi-allenatore: John Harbaugh di Baltimore e Jim Harbaugh di San Francisco. I Ravens, dopo aver terminato la stagione regolare con un record di 10–6, sono stati alla loro seconda partecipazione al Super Bowl dopo aver vinto il Super Bowl XXXV. I 49ers andarono alla ricerca del loro sesto Super Bowl, il che avrebbe pareggiato il primato di vittorie detenute dagli Steelers. San Francisco concluse la stagione regolare con un record di 11–4–1, diventando la prima squadra dai Broncos del 1987 a raggiungere il Super Bowl dopo aver pareggiato una gara nella regular season.
Joe Flacco, quarterback dei Ravens, venne nominato MVP, con 22 passaggi riusciti su 33 tentati, 287 iarde lanciate, 3 touchdown e nessun intercetto.

### Super Bowl XLVIII
Il Super Bowl XLVIII venne disputato il 2 febbraio 2014 al MetLife Stadium di East Rutherford, New Jersey, alla presenza di 82.529 spettatori.
| Conference | Squadra          |    |
| ---------- | ---------------- | -- |
| AFC        | Denver Broncos   | 8  |
| NFC        | Seattle Seahawks | 43 |

Era la prima volta dal 2009 che le due squadre col miglior record delle rispettive conference si incontravano nella finalissima e la prima volta dal Super Bowl XXXVII che si scontravano la squadra col miglior attacco (Broncos) e quella con la miglior difesa (Seahawks).
Questa edizione del Super Bowl divenne il programma televisivo più visto di sempre negli USA, con una media di 111,5 milioni di spettatori sintonizzati, superato negli anni successivi da altri 3 Super Bowl.
Malcolm Smith, linebacker di Seattle, venne nominato MVP con 9 tackles, un intercetto su Peyton Manning ritornato per 69 yard in touchdown e recuperato un fumble.

### Super Bowl XLIX
Il Super Bowl XLIX venne disputato il 1º febbraio 2015 allo University of Phoenix Stadium di Glendale, Arizona, alla presenza di 70.288 spettatori.
| Conference | Squadra              |    |
| ---------- | -------------------- | -- |
| AFC        | New England Patriots | 28 |
| NFC        | Seattle Seahawks     | 24 |

La partita rimase sempre combattuta, con Seattle che si portò in vantaggio di 10 punti durante il terzo quarto. New England rispose mettendo a segno 14 punti durante il quarto periodo, andando in vantaggio per 28 a 24 con soli due minuti rimasti. Il finale fu memorabile, con Seattle in attacco, sulla linea di 1 yard di New England, in posizione di segnare il touchdown per la vittoria, ma il lancio di Russell Wilson fu intercettato dal cornerback dei Patriots Malcolm Butler. Questo intercetto è considerato tra i più importanti della storia della NFL, mentre la decisione di Seattle di effettuare un passaggio anziché una corsa è considerata una delle peggiori.
Fu il secondo Super Bowl ospitato in questo stadio dopo il Super Bowl XLII del 2008 e il terzo ad avere luogo nell'area metropolitana di Phoenix dopo il Super Bowl XXX giocato al Sun Devil Stadium di Tempe nel 1996. Per la seconda stagione consecutiva, ma solamente la terza nelle ultime ventuno, le squadre col miglior record delle due conference si incontrarono nella partita. Fu la prima volta negli ultimi dieci anni che una squadra si qualificò per due Super Bowl consecutivi, da quando i Patriots disputarono i Super Bowl XXXVIII e XXXIX nel 2003 e 2004, rispettivamente. A riuscirvi sono stati i Seahawks, campioni in carica avendo battuto i Broncos nel Super Bowl XLVIII nel 2014, mentre per i New England Patriots si trattò dell'ottava partecipazione al Super Bowl, la prima dopo la sconfitta contro i New York Giants nel Super Bowl XLVI nel 2011. I Patriots raggiunsero così i Dallas Cowboys e i Pittsburgh Steelers per il maggior numero di partecipazioni complessive.
Tom Brady, quarterback dei Patriots, venne nominato Super Bowl MVP per la terza volta nella sua carriera, con 37 passaggi riusciti su 50 tentati, 328 iarde lanciate, 4 touchdown e 2 intercetti.

### Super Bowl 50
Il Super Bowl 50 venne disputato il 7 febbraio 2016 al Levi’s Stadium di Santa Clara, California, alla presenza di 71.088 spettatori.
| Conference | Squadra           |    |
| ---------- | ----------------- | -- |
| AFC        | Denver Broncos    | 24 |
| NFC        | Carolina Panthers | 10 |

Questo è stato il primo Super Bowl ospitato nella Baia di San Francisco dal 1985, anno in cui il Super Bowl XIX si disputò allo Stanford Stadium di Stanford, California. Il Super Bowl 50 ebbe la particolarità di essere identificato con il numero arabo "50" al posto di quello romano "L", come è invece sempre avvenuto per quelli precedenti e successivi.
È stato soprannominato il "Super Bowl d'oro" ("Golden Super Bowl" in inglese) per diversi motivi: si è tenuto in California, soprannominata "The Golden State"; lo stadio in cui si è giocata la partitissima è l'impianto dei 49ers, franchigia che prende il nome dai minatori della corsa all'oro californiana; infine, il cinquantesimo anniversario è tradizionalmente soprannominato "nozze d'oro".
Denver si portò in vantaggio all'inizio della partita e lo rimase per tutto il resto della contesa. Il quarterback di Carolina Cam Newton, premiato quell'anno come MVP della NFL, fu limitato dalla difesa dei Broncos che mise a segno un record del Super Bowl di sette sack e forzò tre palloni persi, incluso un fumble recuperato a ritornato in touchdown. 
Il linebacker di Denver Von Miller fu nominato MVP del Super Bowl, dopo avere fatto registrare 5 placcaggi solitari, 2,5 sack e 2 fumble forzati.

### Super Bowl LI
Il Super Bowl LI venne disputato il 5 febbraio 2017 all'NRG Stadium di Houston, Texas, alla presenza di 70.807 spettatori.
| Conference | Squadra              |    |
| ---------- | -------------------- | -- |
| AFC        | New England Patriots | 34 |
| NFC        | Atlanta Falcons      | 28 |

Per la seconda volta lo stadio è stato teatro della finalissima (l'unico precedente risale al Super Bowl XXXVIII del 2004) e per la terza essa è stata organizzata nella città texana (il Rice Stadium fu infatti sede del Super Bowl VIII nel 1974). Dopo aver eccezionalmente usato i numeri arabi per il Super Bowl 50, la NFL ha annunciato che da questa edizione sarebbe tornata ad impiegare stabilmente i numeri romani per identificare l'evento.
Il Super Bowl LI ha stabilito diversi record NFL: tra gli altri, i Patriots si sono ritrovati in svantaggio di 25 punti a meno di nove dal termine del terzo quarto, compiendo poi la rimonta più grande nella storia del Super Bowl (la precedente aveva visto una squadra coprire un divario di 10 punti); Tom Brady ha vinto il suo quinto titolo, record tra i quarterback titolari, ed è stato premiato come MVP della gara per la quarta volta in carriera, un altro primato.
È considerato da molti come il miglior Super Bowl di tutti i tempi.

### Super Bowl LII
Il Super Bowl LII venne disputato il 4 febbraio 2018 allo U.S. Bank Stadium di Minneapolis, Minnesota, alla presenza di 67.612 spettatori.
| Conference | Squadra              |    |
| ---------- | -------------------- | -- |
| AFC        | New England Patriots | 33 |
| NFC        | Philadelphia Eagles  | 41 |

Questa edizione fu una sfida spettacolare e ad alto punteggio tra i Philadelphia Eagles e i New England Patriots. Gli Eagles, guidati dal quarterback Nick Foles, sorpresero i favoriti Patriots con un gioco offensivo audace, tra cui la leggendaria “Philly Special”, un trick play in cui Foles ricevette un passaggio da touchdown. Tom Brady dei Patriots rispose con una prestazione record di 505 yard lanciate, ma un fumble decisivo nel quarto periodo, causato dalla difesa degli Eagles, spianò la strada alla vittoria di Philadelphia. Il punteggio finale, 41-33, rappresenta uno dei Super Bowl più combattuti e memorabili della storia.
Nick Foles, quarterback di Philadelphia, venne nominato MVP con 28 passaggi riusciti su 43 tentati, 373 iarde lanciate, 3 touchdown e un intercetto.

### Super Bowl LIII
Il Super Bowl LIII venne disputato il 3 febbraio 2019 al Mercedes-Benz Stadium di Atlanta, Georgia, alla presenza di 70.081 spettatori.
| Conference | Squadra              |    |
| ---------- | -------------------- | -- |
| AFC        | New England Patriots | 13 |
| NFC        | Los Angeles Rams     | 3  |

Con il successo per 13–3 i Patriots vinsero il loro sesto Lombardi Trophy, raggiungendo gli Steelers per il maggior numero di titoli vinti. Durante la gara furono stabiliti o pareggiati diversi record: per la prima volta entrambe le squadre non segnarono alcun touchdown nei primi tre quarti; l'incontro si concluse col punteggio più basso della storia (superando il Super Bowl VII, terminato 14–7); New England divenne la squadra a vincere la finalissima totalizzando il minor numero di punti di sempre e la seconda a farlo segnando un solo touchdown (conseguimento realizzato dai New York Jets nel Super Bowl III); fu infine la prima occasione dallo stesso Super Bowl III in cui non venne segnato alcun touchdown su passaggio.
I Patriots si erano qualificati per la terza volta consecutiva al Super Bowl, la quarta in cinque anni e la nona dell'era Belichick-Brady, diventando così la terza squadra nella storia a disputare tre finalissime consecutive, dopo i Buffalo Bills 1990–93 e i Miami Dolphins 1971–73. I Rams erano alla prima apparizione al Super Bowl dal loro ritorno a Los Angeles nel 2016, nonché la prima per la franchigia dal Super Bowl XXXVI del 2001.
Julian Edelman, wide receiver dei Patriots, che ricevette 10 passaggi per 141 iarde, venne nominato MVP della partita.

### Super Bowl LIV
Il Super Bowl LIV venne disputato il 2 febbraio 2020 all’Hard Rock Stadium di Miami, Florida, alla presenza di 62.417 spettatori.
| Conference | Squadra             |    |
| ---------- | ------------------- | -- |
| AFC        | Kansas City Chiefs  | 31 |
| NFC        | San Francisco 49ers | 20 |

È stata l'undicesima volta che la finalissima si è svolta a Miami, la prima dal Super Bowl XLIV del 2010.
Il primo tempo della partita vide diversi cambi di leadership, con la gara che si chiuse sul 10 pari alla fine del primo tempo. Tuttavia, nel terzo quarto, i 49ers sembrarono prendere il largo con un field goal di Robbie Gould e un touchdown su corsa di Raheem Mostert portandosi in vantaggio per 20-10 all'inizio dell'ultimo periodo di gioco. A partire da 6:13 al termine però, l'attacco dei Chiefs, guidato da Patrick Mahomes, completò due drive conclusi entrambi con un touchdown, con passaggi vincenti per Travis Kelce e Damien Williams, portandosi in vantaggio a due minuti dal termine. I Chiefs in seguito fermarono i 49ers in difesa e un touchdown finale di Damien Williams, oltre che un intercetto di Kendall Fuller, sigillarono la vittoria che interruppe un digiuno di cinquant'anni.
Patrick Mahomes, quarterback di Kansas City, venne nominato MVP con 26 passaggi riusciti su 42 tentati, 286 iarde lanciate, 2 touchdown e 2 intercetti.

### Super Bowl LV
Il Super Bowl LV venne disputato il 7 febbraio 2021 al Raymond James Stadium di Tampa, Florida, alla presenza di solo 24.835 spettatori per le misure di contrasto al COVID-19.
| Conference | Squadra              |    |
| ---------- | -------------------- | -- |
| AFC        | Kansas City Chiefs   | 9  |
| NFC        | Tampa Bay Buccaneers | 31 |

Fu la quinta volta che la manifestazione ebbe luogo a Tampa e la terza in questo impianto, la prima dal Super Bowl XLIII del 2009. I Buccaneers furono la prima squadra a giocare il Super Bowl nel proprio stadio. Per la terza volta nella storia la finale si tenne per due anni consecutivi nello stesso Stato, dato che il Super Bowl LIV fu giocato all'Hard Rock Stadium di Miami.
Nella sua prima stagione con i Buccaneers, il quarterback veterano Tom Brady estese i suoi record con la decima partecipazione al Super Bowl, vincendolo per la settima volta e conquistando per la quinta volta il titolo di MVP.

### Super Bowl LVI
Il Super Bowl LVI venne disputato il 13 febbraio 2022 al SoFi Stadium di Inglewood, California, alla presenza di 70.048 spettatori.
| Conference | Squadra            |    |
| ---------- | ------------------ | -- |
| AFC        | Cincinnati Bengals | 20 |
| NFC        | Los Angeles Rams   | 23 |

I Rams hanno vinto il loro secondo Super Bowl e il primo con sede a Los Angeles, alla loro quinta apparizione. La loro ultima vittoria risaliva al Super Bowl XXXIV come St. Louis Rams e l'ultima apparizione nel Super Bowl LIII nel 2019. I Bengals erano alla ricerca della prima vittoria del Super Bowl e alla loro terza apparizione. L'ultima fu nel Super Bowl XXIII nel 1989. Entrambe le squadre finirono la stagione regolare con il seed numero 4 della propria conference, rendendolo il primo Super Bowl della storia senza almeno una delle prime tre della propria conference.
È stata la prima volta nella storia in cui un Super Bowl è stato giocato mentre era in corso un'edizione dei Giochi olimpici: la cerimonia di apertura di Pechino 2022 si è tenuta il 4 febbraio, nove giorni prima della data stabilita per la partita.
Cooper Kupp, wide receiver dei Rams, venne nominato MVP con 8 ricezioni per 92 iarde, e 2 touchdown.

### Super Bowl LVII
Il Super Bowl LVII venne disputato il 12 febbraio 2023 allo State Farm Stadium di Glendale, Arizona, alla presenza di 67.827 spettatori.
| Conference | Squadra             |    |
| ---------- | ------------------- | -- |
| AFC        | Kansas City Chiefs  | 38 |
| NFC        | Philadelphia Eagles | 35 |

È stata la terza volta che il Super Bowl si è giocato in questo stadio, dopo il Super Bowl XLII ed il Super Bowl XLIX del 2008 e 2015, rispettivamente.
Patrick Mahomes, quarterback dei Chiefs, venne nominato MVP con 21 passaggi riusciti su 27 tentati, 182 iarde lanciate, 3 touchdown e nessun intercetto.

### Super Bowl LVIII
Il Super Bowl LVIII venne disputato l’11 febbraio 2024 all’Allegiant Stadium di Paradise, Nevada, alla presenza di 61.629 spettatori.
| Conference | Squadra             |    |
| ---------- | ------------------- | -- |
| AFC        | Kansas City Chiefs  | 25 |
| NFC        | San Francisco 49ers | 22 |

La gara si è conclusa, per la seconda volta nella storia della competizione dopo l'edizione LI, ai tempi supplementari. Prima dei Chiefs, gli ultimi a vincere due Super Bowl consecutivamente erano stati i New England Patriots (edizioni XXXVIII e XXXIX).
Questo è stato il primo Super Bowl a tenersi in Nevada. È stata la terza volta consecutiva in cui l'evento è stato ospitato da città degli Stati Uniti occidentali dopo Inglewood nel 2022 e Glendale nel 2023.
MVP è stato premiato il quarterback Patrick Mahomes che ha completato 34 passaggi su 46 tentativi per 333 iarde, 2 touchdown e un intercetto subito. Per lui è il terzo riconoscimento come migliore giocatore della finalissima, eguagliando al secondo posto Joe Montana, quarterback dei San Francisco 49ers. Inoltre è il primo giocatore da Terry Bradshaw (Super Bowl XIII e Super Bowl XIV) a vincere il premio di MVP in due edizioni consecutive.

### Super Bowl LIX
Il Super Bowl LIX è stato disputato il 9 febbraio 2025 al Caesars Superdome di New Orleans, Louisiana, tra Kansas City e Philadelphia, come nel Super Bowl LVII del 2023.
| Conference | Squadra             |    |
| ---------- | ------------------- | -- |
| AFC        | Kansas City Chiefs  | 22 |
| NFC        | Philadelphia Eagles | 40 |

È stato l'ottavo Super Bowl giocato in questo stadio e l'undicesimo disputato nell'area metropolitana di New Orleans, il cui più recente è stato il Super Bowl XLVII nel 2013, tenutosi nel medesimo stadio (all'epoca chiamato Mercedes-Benz Superdome). Inoltre, si è trattata della prima edizione svoltasi alla presenza del presidente statunitense in carica al momento della partita.
Jalen Hurts, quarterback di Philadelphia Eagles, è stato nominato MVP della partita, con 17 passaggi riusciti su 22, 221 yard lanciate e 1 intercetto.